# 烏騅
烏騅（うすい）は、中国秦末楚漢戦争期の楚の武将項羽が愛用した戦馬である。『史記』をはじめとする歴史書に記録が残る名馬で、主君・項羽の最期まで従った忠義の馬として後世に広く伝えられた。毛色は黒を基調とし、四蹄が白い特徴から「踢雲烏騅」（てきうんうすい）とも称される。

## 歴史的記録
烏騅に関する最古の記述は司馬遷『史記』項羽本紀に見える。紀元前202年の垓下の戦いで包囲された項羽は、最期の宴で「力山を抜き気世を蓋うも、時に利わずして騅逝かず」（力は山を抜き気は世を覆うほど強いが、時勢に恵まれず烏騅も進もうとしない）と詠じた。さらに烏江での自害直前、烏騅を連れて渡江しようとする亭長に対して「吾れ此の馬に騎ること五歳、当たる所敵無し。嘗て一日千里を行く。之を殺すに忍びず」と述べ、愛馬を託したとされる。
毛色については諸説ある。『爾雅』釈畜篇では「蒼白雑毛、騅」と定義されるが、後漢の郭璞は「黒色に白毛交じる」と注釈している。唐代の張守節『史記正義』では「青白雑色」と解釈された一方、班固『漢書』陳勝項籍伝では単に「騅」と記され、詳細な毛色は明示されていない。

## 伝承と逸話

### 馬鞍山伝説
項羽の死後、烏騅は亭長に託されたが主人を慕って絶食し、長江の岸辺で悲鳴をあげて身投げしたという。唐代に成立したこの伝承によれば、その際に馬鞍が地上に落ちて山となり、現在の安徽省馬鞍山市の地名起源となった。この説話は宋代の類書『太平御覧』巻八九七にも収録され、忠義の象徴として広く流布した。

### 文学における受容
- 明代の歴史小説『西漢通俗演義』では「踢雲烏騅」の名で登場し、蹄が雲を蹴るように白い特徴が強調された[10]。
- 京劇『覇王別姫』では、項羽が最期に別れを告げる対象として虞姫と烏騅が並列的に描かれ、主従の情愛が象徴的に表現される[11]。
- 詩人郭沫若は1937年の詩『烏騅を弔う』で「箭を負い満身に猶急馳す／革を遺し誰が屍を裹くか知らず」（全身に矢を受けながらも疾走し、皮だけを残して屍さえ見つからぬ）とその壮烈な最期を称えた[12]。

## 品種に関する研究
現代の中国馬種研究では、烏騅は河曲馬（甘粛省原産）の可能性が高いと指摘される。その根拠は以下の通り：
- 体高約140-150cmで秦代の馬としては大型[13]
- 持久力と山岳地形への適性が『史記』の記述と一致[13]
- 河曲馬に多い青鹿毛（黒味の強い青毛）や粕毛（白毛混じり）が「蒼白雑毛」の記録に符合[14]
- 白斑のある個体の存在が「踢雲」（白い蹄）の特徴を説明可能[13]

特に張家山漢簡『奏讞書』に記される軍馬管理法から、当時高級将軍が騎乗した馬は体高四尺二寸（約145cm）以上と規定されており、項羽の地位を考慮しても河曲馬系統との推論は妥当とされる。

## 文化遺産としての影響
- 安徽省馬鞍山市には烏騅に因んだ「騅馬山公園」が整備され、項羽と愛馬の銅像が建立されている（2005年）[16]。
- 日本の浮世絵師・歌川国芳は『通俗水滸伝豪傑百八人之一個』（1830年）において、呼延灼が騎乗する名馬「踢雪烏験」を「黒雲駒」として描出。烏騅の視覚的イメージを継承しつつ、水滸伝英雄の象徴として再解釈した[17]。
- 現代中国では「忠誠」の象徴として企業名（例：烏騅物流）に広く採用される[18]。